# Pretty Cure
Pretty Cure, PreCure, ou Precure (プリキュア, Purikyua, lit. Bela-Cura) é uma franquia de anime, mangás, filmes, jogos e brinquedos do gênero mahō shōjo, criada por Izumi Todo e produzida por Asahi Broadcasting Corporation, Toei Animation e Asatsu-DK. A primeira temporada da franquia Futari wa Pretty Cure foi lançada em 2004 fazendo muito sucesso, por isso continua a ter várias temporadas, sendo a atual You and Idol Pretty Cure, atualmente exibida na TV Asahi.

## Elementos da série
Pretty Cure (プリキュア, Purikyua, lit. Bela-Cura)
Pretty Cure (Bela-Cura) ou Precure (forma abreviada), são as meninas que são escolhidas e se transformam para proteger a Terra. Elas estão sempre referidas como "guerreiras lendárias". Embora a maioria das Cure são capazes de transformar individualmente, há algumas que só se transformam em pares (exemplo: Cure Black e White, Cure Bloom e Egret, Cure Melody e Rhythm). Geralmente, em cada série, as Pretty Cure são garotas originalmente japonesas de 14 anos de idade e do ensino fundamental. Ao invés dos tradicionais mahou shoujo, Pretty Cure apresenta garotas que utilizam diretamente as artes marciais para atacar e enfraquecer inimigos, embora no final, elas ainda usam ataques mágicos. Também é um elemento essencial da história um grupo de Pretty Cure, geralmente quatro ou cinco formando um time, porém, em alguns casos, formando apenas uma dupla de Cure.
Fadas (妖精, Yōsei)
As fadas são criaturas mágicas que vêm de mundos diferentes, a fim de serem ajudadas pelas Pretty Cure. Elas geralmente têm um hábito de adicionar silabas após suas falas, na maioria das vezes referentes ao seu nome (como por exemplo:“-mepu“,“-coco“, “-gozaru“, etc...). Há temporadas em que as Fadas têm a capacidade de transformar a Pretty Cure, apesar de que existem itens para transformações que são dados pelas Fadas. Em alguns casos, há apenas uma fada para um time inteiro, mas em outros, cada Pretty Cure tem sua fada parceira. Em poucas palavras, as Fadas são o que faz das Pretty Cure necessárias. Normalmente ao salvar o mundo das fadas, as Pretty Cure, de alguma forma, também acabam por salvar a Terra.
Itens mágicos (変身アイテム, Henshin Aitemu)
Desempenham um papel fundamental em cada série. Os itens mais notáveis são os que permitem a transformação para a Pretty Cure. Além da transformação, esses itens geralmente têm outras habilidades menores, que pertencem na sua maioria para as fadas. Outros itens incluem armas para combater as forças do mal ou aumentar o poder de luta.

## Temporadas
Cada série de Pretty Cure tem seu próprio enredo, com exceção de Futari wa Pretty Cure: Max Heart, Yes! Pretty Cure 5 GoGo!, Power of Hope: PreCure Full Bloom e Mahou Tsukai Pretty Cure!! ~MIRAI DAYS~ que são continuações diretas de suas respectivas séries anteriores. Existem atualmente 22 temporadas para a franquia e  atualmente a franquia tem mais de 1018 episódios:

### 1.Futari wa Precure
Tema da temporada: dualidade e Yin-Yang.
A série gira em torno de Nagisa Misumi e Honoka Yukishiro, elas são transformadas em Pretty Cure por Mepple e Mipple, Nagisa se transforma em Cure Black e Honoka em Cure White que lutam contra a Dark Zone, uma dimensão do mal que invadiu o Jardim da Luz. O poder maligno de Dark Zone forma o monstro conhecido como Zakenna, que infeta as pessoas ou objetos para se tornar mal.

### 2. Futari wa Precure Max Heart
Tema da temporada: corações.
Sequência direta de Futari wa Pretty Cure. Nesta série, Nagisa Misumi e Honoka Yukishiro retornam, já no seu terceiro ano do ensino fundamental, lutam novamente contra a Dark Zone e seu chefe, Dark King, que está ressurgindo e para evitar a destruição do Jardim da Luz e da Esperança elas irão atrás das Heartels afim de ressuscitar a Rainha. As meninas ganham novamente os poderes de Pretty Cure, e com uma nova aliada, Hikari Kujou que tem a capacidade de se transformar em Shiny Luminous.

### 3.Futari wa Precure Splash☆Star
Tema da temporada: "Flores, Pássaros, Vento e Lua", Kachofugetsu (花鳥風月, kachōfūgetsu), simboliza a beleza da Natureza segundo a estética tradicional japonesa.
A terceira temporada da série é a primeira a introduzir novos personagens. Aqui centraliza-se em Saki Hyuuga que é ótima agarradora no baseball e tem a capacidade de se transformar em Cure Bloom e Mai Mishou que é muito boa nos estudos e desenha muito bem tem a capacidade de se transformar em Cure Egret. Elas são designadas pelas fadas Flappy e Choppy à salvar seu mundo, a Terra das Fontes, e lutar contra a organização do mal Dark Fall. Mais tarde, com os poderes de Mupu, Saki se pode se transformar em Cure Bright e com os poderes de Fupu, Mai pode se transformar em Cure Windy.

### 4.Yes! Pretty Cure 5
Tema da temporada: borboletas.
A quarta temporada da série é a primeira a introduzir mais de três heroínas, a temporada gira em torno de Nozomi Yumehara que tem de coletar cinquenta e cinco Pinkies pelo mundo para salvar o Reino Palmier, ela ganha a forma de Cure Dream, a Pretty Cure da Esperança, assim como suas quatro amigas: Rin Natsuki (Cure Rouge), Urara Kasugano, (Cure Lemonade), Komachi Akimoto (Cure Mint), e Karen Minazuki (Cure Aqua). As cinco tem que lutar contra a organização do mal Nightmare e proteger o sonho das pessoas.

### 5. Yes! Precure 5 GoGo!
Tema da temporada: rosas.
Sequência de Yes! Pretty Cure 5, a história segue novamente com Nozomi Yumehara e suas amigas, ela encontra uma fada que se chama Syrup que carrega consigo um item chamado Rose Pact. As Pretty Cure agora lutam contra Eternal, um grupo maligno que está roubando itens de outras dimensões e o Rose Pact está na mira deles. A protetora do Cure Rose Garden: Flora, pede ajuda para as Pretty Cures, pois se Eternal reviver os Four Rulers e se tiverem o Rose Pact eles entrarão no Cure Rose Garden. Ao longo da série, uma nova heroína aparece, com o nome de Milky Rose, sendo revelado mais tarde a fada Milk.

### 6.Fresh! Pretty Cure
Tema da temporada: trevos.
A protagonista, Love Momozono, tem a missão de proteger o mundo do grupo maligno Labyrith que pretende recolher infelicidade e desespero das pessoas para achar Infinity, um tipo de memoria ilimitada para seu líder: Moebius. Para detê-los, ela se transforma em Cure Peach, assim como suas amigas Miki Aono e Inori Yamabuki, Cure Berry e Cure Pine, respectivamente. A vilã Eas, no meio da temporada, se torna Cure Passion e começa a morar na casa de Love, e estudar na mesma escola que ela, com o nome de Setsuna Higashi.
Foi a primeira temporada a usar computação gráfica nas cenas de encerramentos.

### 7.Heartcatch Precure!
Tema da temporada: flores e moda.
A temporada começa com Cure Moonlight enfrentando Dark Precure para proteger a Árvore do Coração, local onde nascem todas as Flores do Coração. Quando Moonlight percebe que não conseguirá derrotar a Dark Precure ela envia para a Terra as fadas Chypre e Coffret, cuja missão é encontrar outras Precure.
Tempos mais tarde, Tsubomi Hanasaki, uma garota de 14 anos um tanto tímida e com um forte desejo de se tornar alguém diferente, muda de cidade com sua família para morar com a sua avó. No primeiro dia de aula na nova escola, Tsubomi acaba conhecendo Erika Kurumi, uma garota bastante enérgica que implora para que ela entre no Clube de Moda da escola, no qual Erika é o único membro. No mesmo dia Erika tem sua Flor do Coração roubada pelos Apóstolos do Deserto, um grupo cujo objetivo é transformar a Terra num deserto. Para detê-los e proteger a Árvore do Coração, Chypre e Coffret, pedem ajuda a Tsubomi que se transforma em Cure Blossom. Alguns dias depois, Erika acaba se tornando Cure Marine e as duas começam a trabalhar juntas contra os Apóstolos. No decorrer da temporada surge Itsuki Myoudouin, a Cure Sunshine, e é revelada a identidade da Cure Moonlight, Yuri Tsukikage que se junta a elas tempo depois.
Foi a primeira temporada a usar, oficialmente, a abreviação "PreCure" em seu título.

### 8.Suite Precure!
Tema da temporada: música.
Hibiki Hojo, uma menina esportiva e sua melhor amiga Kanade Minamino, uma menina que ama fazer doces, viviam brigando. Porém, ao encontrarem Hummy, uma fada do reino Major Land junto com as fadas dos tons, fazem as pazes e se tornam respectivamente Cure Melody e Cure Rhythm, cuja missão é reunir as notas musicais da partitura da Melodia da Felicidade, que se espalharam pelo mundo, antes que a Minor Land as peguem para compor a Melodia da Tristeza. No decorrer da série, a vilã Siren se torna Cure Beat e Ako Shirabe é revelada como Cure Muse.

### 9.Smile PreCure!
Tema da temporada: contos de fadas.
Quando a terra de Märchenland é invadida pelo maligno imperador Pierrot e sua rainha é selada, uma fada chamada Candy é enviada a Terra para procurar o Cure Décor, que pode ajudar a reviver a rainha. Ela encontra uma garota chamada Miyuki Hoshizora que se transforma em Cure Happy. Miyuki reúne quatro outras garotas: Akane Hino (Cure Sunny), Yayoi Kise (Cure Peace), Nao Midorikawa (Cure March) e Reika Aoki (Cure Beauty), que juntas lutam contra o Reino Bad End.
Em 2015, a Saban Brands adquiriu a temporada sob o título de Glitter Force e ofereceu ao catálogo do serviço de streaming Netflix. O anime estreou sua primeira temporada em 18 de dezembro de 2015 com 20 episódios, e em 26 de Agosto de 2016 foi lançada sua segunda temporada com a mesma quantidade de episódios.

### 10.DokiDoki! Precure
Tema da temporada: cartas de baralho.
Cure Sword é uma guerreira real e cantora do Reino Trump. Ela tem um forte senso de responsabilidade para com a princesa do Reino, Marie Ange. Porém, sem avisar, o Rei Jikochu e seu exército acabam invandindo o reino. Sword e Marie Ange tentam escapar do ataque dos Jikochu, mas elas acabam se separando. Com o intuito de encontrar Marie Ange, Sword, junto a sua parceira-fada Davi, vai a Terra e assume a identidade da Idol Makoto Kenzaki na esperança de que sua voz a alcance.
Junto com Sword, mais três fadas vem a Terra com o intuito de encontrar novas Pretty Cure que podem ajudar na batalha contra os Jikochu. Charles, uma das fadas, acaba conhecendo Mana Aida, uma garota de 14 anos e presidente do conselho estudantil de sua escola. Enquanto visitava o observatório da Clover Tower, Mana encontra um Jikochu enfurecido, mas é salva pela Cure Sword. Durante a batalha Mana acaba recebendo o poder de Charles e se transforma na Cure Heart. Agora, Mana, junto de suas amigas, Rikka Hishikawa (Cure Diamond) e Alice Yotsuba (Cure Rosetta) juntam suas forças com Cure Sword para restaurarem o Reino Trump das forças do Rei Jikochu. Logo depois, Aguri Madoka acaba se juntando ao time como Cure Ace.

### 11.HappinessCharge Precure!
Tema da temporada: moda e dança.
Elementos-chaves: cartões, espelhos e mudança de forma.
A governante do Império Fantasma, Queen Mirage, começa sua invasão a Terra usando um exército de Choiarks e monstros poderosos chamados Saiarks. O deus da Terra, Blue, envia as Pretty Cure para proteger o planeta, sendo que agora elas fazem parte do conhecimento popular.
Hime Shirayuki, a princesa do Reino do Céu Azul, que foi assumido pelo Império Fantasma, junta-se a batalha como Cure Princess, porém, ela sempre acaba fugindo das lutas e sendo salva pela Cure Fortune. Vendo o desempenho da Cure Princess, Blue entrega a ela um "Cristal do Amor" e a ordena procurar um parceiro para lutar ao seu lado. Nisso, Hime acaba chegando e Pikarigaoka e, aleatoriamente, joga o Cristal para o ar, definindo que seu parceiro será aquela em que o Cristal cair. Essa pessoa acaba sendo Megumi Aino, uma garota de bom coração que adora ajudar os outros. Hime a recruta para lutar ao seu lado como Cure Lovely usando o poder dos PreCards e das Mudanças de Forma. No decorrer da série Yuko Omori, Cure Honey, e Iona Hikawa, Cure Fortune, acabam se unindo às HappinessCharge e outras lendárias guerreiras de várias partes do mundo acabam surgindo.

### 12.Go! Princess Precure!
Tema da temporada: Princesas e Sonhos.
Uma jovem garota chamada Haruka Haruno sonha em se tornar uma princesa como nos contos de fadas. No entanto, ela está sempre sendo intimidada por seus colegas do jardim da infância devido ao seu sonho. Enquanto chorava, Haruka conhece um rapaz chamado Kanata que lhe entrega uma chave com a promessa dela nunca desistir do seu sonho.
Alguns anos mais tarde, agora com 13 anos, Haruka acaba de ingressar na Academia Noble com o intuito de se tornar a princesa que tanto sonhou. Um dia, ela encontra Puff e Aroma, duas fadas que estão sendo perseguidas por Close, um membro da Dysdark, liderado pela bruxa Dyspear que levou o desespero para o Hope Kingdom e agora pretende fazer o mesmo com a Terra. Para ajudá-los, ela usa a sua chave e o Princess Perfume que estava com as fadas para se transformar em Cure Flora, uma guerreira lendária escolhida para salvar o Hope Kingdom e junto com outras guerreiras: Minami Kaido (Cure Mermaid), Kirara Amanogawa (Cure Twinkle) e Towa Akagi, a princesa de Hope Kimgdom (que estava sendo enganada por Dyspear, achando ser a filha dela, Twilight) (Cure Scarlet) combate Dysdark para salvar Hope Kingdom e a Terra.

### 13.Mahou Tsukai Precure!
Tema da temporada: Bruxas e Magia.
Mirai Asahina, uma menina de 13 anos que está animada por várias coisas, vai até o parque com seu urso de pelúcia, Mofurun, para investigar um objeto misterioso que caiu do céu. Lá, ela conhece uma garota mágica chamada Riko que está à procura de algo conhecido como Linkle Stone Emerald. Quando os servos obscuros usuários de magia negra de Dokuroxy vêm em busca do Linkle Stone Emerald e invoca um Yokubaru, Mirai e Riko juntam as mãos com Mofurun e se transformam em Cure Miracle e Cure Magical, as lendárias feiticeiras conhecidas como Precure. Assim, Mirai junta-se a Riko para frequentar a Escola de Magia, onde elas devem aprender a usar a magia corretamente e ao mesmo tempo lutar contra os servos de Dokuroxy. Mais tarde, a pequena fada Ha-chan se transforma em Cure Felice e em sua forma humana recebe o nome de Kotoha Hanami.
No segundo arco da série, Deusmast e seus servos da Never Ending Chaos são os principais antagonistas que desejam trazer o caos a todos os mundos.

### 14.KiraKira☆Precure A La Mode
Tema da temporada: Animais e Sobremesas.
Ichika Usami é uma estudante de segundo ano do ginásio de 14 anos. Um dia, ela encontra Pekorin, uma fada que ama doces e descobre que um ser maligno conhecido como Gummy e seu exército de Henteko têm roubado Kirakiraru, a energia que reside nos doces e sobremesas para ficar com o poder deles. Assim, Ichika se transforma em Cure Whip, e junto com Himari Arisugawa (Cure Custard), Aoi Tategami (Cure Gelato), Yukari Kotozume (Cure Macaron) e Akira Kenjo (Cure Chocolat) forma um novo grupo de Precure pra combater os Hentekos e proteger os doces. Ao longo da série Kirarin aparece na série e consegue se formar em uma humana chamada Ciel Kirahoshi que se transforma em Cure Parfait.

### 15.HUGtto! Precure
Tema da temporada: Profissões e Parentalidade.
Hana Nono, 13 anos, uma menina que aspira a ser vista como madura, começa o Ensino Médio quando encontrou um bebê estranho chamado Hug-tan e uma fada parecida com um hamster chamada Harryham Harry, que apareceu do céu. Mas no meio do encontro, Hana aprendeu com eles que foram perseguidos pela Corporação Criasu, um conglomerado maléfico do futuro que quer o Mirai Crystal de Hug-tan ( Mira ラ イ ク ス タ タ Mirai Kuristaru )e parar o presente para atender às suas necessidades. O desejo de Hana de proteger Hug-tan faz com que ela ganhe o próprio Mirai Crystal, que a transforma em Pretty Cure of High Spirits Cure Yell. Juntamente com Saaya Yakushiji(Cure Ange) e Homare Kagayaki(Cure Etoile) seu grupo mais tarde se juntou a Emiru Aisaki(Cure Macheire)e a andróide Ruru Amour(Cure Amour), elas formam a equipe Hugtto PreCure na esperança de proteger o futuro de todos.

### 16.Star☆Twinkle Precure
Tema da temporada: Espaço, Constelações, Signos e Artes.
A história começa quando Hoshina Hikaru, uma garota animada e curiosa, conhece Lala, Prunce e Fuwa, três alienígenas, enquanto observava o céu da noite. Ela então toma conhecimento do “Palácio das Estrelas”, o lugar de onde as 12 Princesas das Estrelas (cada uma representando uma constelação diferente) mantinham o equilíbrio do universo até serem atacadas.

### 17.Healin' Good PreCure
Tema da temporada: Natureza e Ecossistema.
Os Jardins de Cura, um mundo secreto que trata e cuida da Terra, é atacado pelos Byokuzen, que querem deixar toda a Terra doente! Para salvar a Terra, três animais curadores escapam do Jardim junto de Latte, sua princesa que detém um poder especial, para encontrar parceiros. Na Terra, eles fazem parceria com três garotas comuns e as transformam em Precure! Agora, as Precure protegerão Latte, a Terra e tudo o que nela vive dos Byokuzen!

### 18.Tropical-Rouge! PreCure[3][4][5]
Tema da temporada: Mar e Cosméticos.
Manatsu Natsuumi é uma garota bastante energética, alegre e atlética. Manatsu se muda da Ilha de Minamino para a Cidade de Aozora para morar com sua mãe e também estudar na cidade, mas durante a ida ela perde seu batom favorito que foi presente de sua mãe. Enquanto isso Laura, uma sereia, é enviada pela rainha de Grand Ocean para o mundo humano em busca da humana com um brilho radiante em seu coração que irá ressoar com o Tropical Pact e se tornar uma Guerreira Lendária Pretty Cure.
Manatsu enquanto conhece a cidade ela vê uma loja de cosméticos da Pretty Holic e um lago onde conhece Laura e Manatsu descobre que ela é uma sereia. Aparece Chongire, um dos servos de Witch of Delay, na praia e sequestra Laura, ele e os outros servos tem o objetivo de tirar o poder da motivação das pessoas, mas Manatsu tem tanta motivação que consegue abrir o Tropical Pact e se transformar em Cure Summer e salva Laura e os que tiveram suas motivações roubadas. Manatsu divide a missão de devolver a motivação das pessoas e dos habitantes de Grand Ocean com suas amigas Sango Suzumura (Cure Coral), Minori Ichinose (Cure Papaya) e Asuka Takizawa (Cure Flamingo).

### 19.Delicious Party♡PreCure[6][7]
Tema da temporada: Comida e Festa.
CooKingdom é um reino que possui um livro de receitas que é um tesouro importante do reino, ele acabou sendo roubado por um grupo chamado Bundoru e eles também tentarão pegar as fadas da comida, os Recipepes. Rosemary precisou levar as Fadas da Energia para a terra, e assim a fada Kome-Kome se encontrou por um acaso com uma garota chamada Yui Nagome.
Yui Nagome é uma garota que ama comer e fica muito sorridente dizendo seu bordão 'deliciousmile'. Quando criança ela via os Recipepes, mas quando cresce se perde a capacidade de vê-los, Yui mesmo grande ainda conseguia ver mesmo que pouco, porque sempre valorizou a comida. Yui acaba entrando no espaço de Rosemary para tentar salvar o Recipepe, porém acaba sendo presa por um Ubauzo, monstro da temporada, mas sua vontade de salvar o Recipepe e de valorizar suas lembranças com sua avó que são relacionadas a comida, ela acaba ganhando um Heart Cure Watch e com a fada da Energia Kome-Kome, a fada de bolinho de arroz, Yui se torna Cure Precious.
Yui junto de Fuwa Kokone com a fada Pam-Pam, a fada do pão, se torna Cure Spicy e Ran Hanamichi com a fada Mem-Mem, a fada do macarrão, e se torna Cure Yum-Yum, por último Amane Kasai, que manipulada pelos Bundoru e tinha o codinome de Gentlu, se torna Cure Finale.
Elas enfrentam a missão de recuperar o livro de receitas da gangue Bundoru e salvar os Recipepes para a comida e as pessoas voltarem ao normal.

### 20.Hirogaru Sky! Pretty Cure[8][9]
Tema da temporada: Heroísmo e Céu.
Sora Harewataru quando era pequena foi salva por alguém que floresceu o sonho em Sora de se tornar uma heroína. Um dia quando a princesa de SkyLand, Elle, foi sequestrada por Kabaton, um dos vilões do Império Undergu, Sora em um ato de heroísmo corre atrás deles para salvar a princesa, mas quando a resgata das mãos de Kabaton as duas caem em Sorashido City, cheio de coisas diferentes do que elas conhecem. Sora conhece Mashiro Nijigaoka em uma das lojas da Pretty Holic. Mal sabiam que Sora e Ellee foram perseguidas por Kabaton, assim com vontade de proteger Ellee e de ser uma heroína assim como a pessoa que a salvou, Sora se torna Cure Sky, a heroína dos céus. Mais tarde conhecem Yoyo Nijigaoka, avó de Mashiro originária de SkyLand que mora na terra, abriga Sora e Elle e procura uma maneira de retornarem para SkyLand. Junto de Mashiro Nijigaoka (Cure Prism), Tsubasa Yuunagi (Cure Wing), Ageha Hijiri (Cure Butterfly) com o objetivo de proteger a princesa Ellee e descobrir o motivo dos seus poderes e que a fazem mais tarde se tornar Cure Majesty.

### 21.Wonderful Pretty Cure[10][11]
Tema da temporada: Animais e Cuidados.
Komugi Inukai é uma cachorra da raça Papillon (Spaniel Anão Continental). É uma cachorra bastante energética e que gosta bastante de brincar e dividir seu dia com a dona Iroha Inukai, uma garota que ama e deseja ser amiga de todos os animais. Um dia choca um ovo de um monstro chamado GaruGaru, que são animais infectados pela energia negativa, mas Komugi vendo Iroha se arriscar para salvar ela e a todos acaba reunindo coragem e consegue invocar um Wonderful Pact que transforma Komugi em humana e também em Cure Wonderful. Mais tarde Iroha e sua motivação de ser amiga de todos os animais e resgatar eles a transforma em Cure Friendy. 
Komugi e Iroha também conhece Mayu Nekoyashiki, uma garota que se muda recentemente para Animal Town junto de sua mãe que abre uma loja da Pretty Holic na cidade. Mayu é dona da gatinha branca chamada Yuki Nekoyashiki e que foi por muito tempo a misteriosa Cure Nyammy junto com um novo item de transformação, o Shiny Cats Pact, que Mayu também adquire para se transformar em Cure Lillian. 
Além de Satoru Toyama, um garoto que gosta de ajudar as precures com seu conhecimento em animais e tem companhia do coelho Daifuku. O quarteto tem a missão de ajudar a ovelha Mey-Mey a salvar os animais e enviar de volta para o Niko Garden, um lugar onde os animais vivem em paz e derrotar o vilão que se revela mais tarde como Gaon, além dos membros da Gaon-tachi, Zakuro e Torame, que transformam os animais em Gaongaon.

### 22.Kimi to Idol Pretty Cure♪[12]
Tema da temporada: Musica e Idol
Sakura Uta é a protagonista da temporada. Ela gosta de cantar, mesmo de forma improvisada de acordo com a situação da pessoa, seja para torcer ou alegrar alguém. 
Sakura junto do seu cachorro, Kyutarou, acaba achando um pêssego, assim como no folclore japonês momotaro, uma criatura sai de lá e se revela Purirun, uma fada que está a procura das lendárias 'Idol Pretty Cures' que irão salvar KirakiLand das mãos de Darkine e o grupo dos capangas Chokkiri. Diante do perigo, após Sakura e Purirun procurarem tanto pelas Idols Lendárias, Sakura não hesita em proteger Purirun do monstro bizarro que surgiu e assim um Idol Heart Brooch e um Pretty Cure Ribbon surge em suas mãos e se torna Cure Idol, com seu Idol Heart Incom as personagens cantam suas músicas solo e purificam os monstros. 
Junto de Sakura, Nana Aokaze com suas incríveis habilidades no piano debuta como Cure Wink e Kokoro Shigure que possui um domínio em dançar e tem uma grande paixão em seu coração, debuta como Cure Kyun-Kyun. Além de Purirun, a temporada possui a fada Meroron, Tanakhan, que possui forma humana e se torna empresário das meninas, e a Rainha de KirakiLand, Pikarine. 
O grupo tem a missão de libertar KirakiLand da escuridão trazida pela Darkine e sua gangue e colecionar as várias Pretty Cure Ribbon.

## Spin-offs
Koe Girl!
Koe Girl (声ガール! Koe Gāru! lit. Garota da Voz) foi uma série live-action feito em comemoração aos 15 anos da franquia em 2018. O drama contém 10 episódios e foi exibido pela Asahi Broadcasting no dia 8 de Abril e teve seu último episódio exibido no dia 10 de Junho. Por mais que seja uma série em comemoração do aniversário de Precure, ele não possui o tema de mahou shoujo que faz parte da animação principal.
A história gira entorno de Makoto Kikuchi, interpretada por Haruka Fukuhara, que é voz da Himari Arisugawa (Cure Custard) em KiraKira Precure A La Mode, que é uma garota comum e não tinha conhecimento sobre animação japonesa e nem realizar o trabalho de uma Seiyū. Ela entretém os clientes e crianças que vão ao supermercado de sua mãe, fazendo vozes, narrando histórias e falando sobre os benefícios de frutas e verduras com entusiasmo e isso fisga um senhor chamado Oshima, que trabalha na Agência de Talentos Ihara e vê o talento de Makoto em suas interações e a chama para uma audição. Assim ela conhece outras meninas que acaba compartilhando um dormitório, a primeira sendo Asami Kuriyama, interpretada por Yurika Nakamura, é uma personagem que possui habilidades como atriz de voz e com sua agenda sempre cheia, além disso ela considera Makoto como sua rival. Ren Ineba, interpretada por Mariya Nagao, é uma fangirl da franquia, ela tem diversas figures, sabe as músicas e principalmente sobre Suite Precure, sua temporada favorita. Konatsu Morimoto, interpretada por Jun Amaki, ela acha que precisa se destacar como seiyū e realizar coisas diferentes e ela toma conta dos treinos matinais de voz das meninas. Ryoko Ochiai, interpretada por Aoi Yoshikura, é uma personagem bastante tranquila, calma e quieta, ela iniciou como atriz infantil e no momento da série se dedica sendo seiyū e tem uma admiração pelo diretor Daisuke Namikawa. Por fim e não menos importante, uma auto inserção na série, a Haruka Tomatsu, voz da Iona Hikawa (Cure Fortune) em Happiness Charge Precure! que encontra a Makoto pelos locais e acaba oferecendo apoio para solucionar dúvidas e problemas que rondam pelo grupo.
Uma curiosidade é que as personagens possuem suas cores. Makoto com o rosa, Asami com vermelho, Ren com azul, Konatsu com amarelo e Ryoko com o verde.
Power of Hope: PreCure Full Bloom
Power of Hope: PreCure Full Bloom (キボウノチカラ～オトナプリキュア‘23～, Kibō no Chikara: Otona Purikyua 23) é um spin-off em comemoração aos 20 anos da franquia que possui 12 episódios. Seu primeiro episódio foi exibido em outubro de 2023 e seu último episódio em dezembro de 2023. A animação, responsável pela Toei Animation e o Studio Deen, convida as personagens de Futari wa Precure Splash☆Star e Yes 5 Precure GoGo! para um retorno na idade adulta, quando surge Bell e os Shadows, sombras das pessoas que tomavam vida, também vem mais uma vez a volta de seus poderes através da Time Flowers, ou Flores do Tempo, que conseguem retornar a idade de quando eram Cures e usufruir novamente dos seus poderes, enquanto investigam a origem de Bell.
PetitCure ~Precure Fairies~
PetitCure ~Precure Fairies~, que foi registrado em Junho de 2024 a marca Precure Fairies, é um spin-off de 2025 que possui episódios semanalmente de 3 minutos no YouTube. Os mascotes de Precure se tornam 'Petit Cure' e começam a explorar, além de se divertir, em um Parque de Diversões Misterioso que acontece coisas muito estranhas. Por enquanto nos curtas se encontram os personagens Pollun, Coco, Nuts, Syrup, Hummy, Paffu, Fuwa, Mofurun, Kururun, Tsubasa Yuunagi, Komugi Inukai e Yuki Nekoyashiki.
Mahou Tsukai Pretty Cure!! ~MIRAI DAYS~
Mahou Tsukai Pretty Cure!! ~MIRAI DAYS~ (魔法つかいプリキュア！！～MIRAI DAYS～, Witchy Pretty Cure!! ~FUTURE DAYS~) é uma série de anime spin-off baseada na equipe Mahou Tsukai Pretty Cure! já adultas. A série possui 12 episodios.  Seu primeiro episódio foi exibido em janeiro de 2025 e e seu último episódio em março de 2025.

## Vídeo games
Em todo esse tempo, cada temporada de Precure ganhou um jogo específico.
- Futari wa Pretty Cure: Inacreditável! O Dream Garden é um Labirinto! (ふたりはプリキュア ありえな～い！夢の園は大迷宮 Pretty Cure: Arienai! Yume no En wa Daimeikyu?)(2004, Game Boy Advance)
- Futari wa Pretty Cure Max Heart: Sério? Sério?! A Luta está OK, não é? (ふたりはプリキュアマックスハート マジ?マジ?!ファイト de INじゃない Pretty Cure Max Heart! : Maji? Maji!? Fight de IN Janai?) (2005, Game Boy Advance)
- Futari wa Pretty Cure Max Heart: Absolutamente! Precure no DS - A Batalha onde o poder se reúne.  (ふたりはプリキュアマックスハート　DANZEN!DSでプリキュア力をあわせて大バトル！! Pretty Cure Max Heart: - Danzen! DS de Precure - Chikara wo Awasete Dai Battle?) (2005, Nintendo DS)
- Futari wa Pretty Cure Splash Star: Em condição ao Jogo de PanPaka!(ふたりはプリキュア Splash Star パンパカゲームでぜっこうちょう! Pretty Cure Splash Star - Panpaka Game de Zekkōchō!?) (2006, Nintendo DS)
- Yes! PreCure 5 (Yes！プリキュア5?) (2007, Nintendo DS)
- Yes! PreCure 5 GoGo!: Todos juntos no Dream Festival (Yes！プリキュア5GoGo！ 全員しゅーGo!ドリームフェスティバル Yes! PreCure 5 GoGo!: Zenin Shu Go! Dream Festival?) (2008, Nintendo DS)
- Fresh Pretty Cure: Coleção de Jogos (フレッシュプリキュア!あそびコレクション Fresh Pretty Cure: Asobi Collection?) (2009, Nintendo DS)
- HeartCatch PreCure! Coleção Fashion (ハートキャッチプリキュア!おしゃれコレクション HeartCatch PreCure!  Oshare Collection?) (2010, Nintendo DS)
- Koe de Asobō! HeartCatch PreCure! (こえであそぼう!ハートキャッチプリキュア! Let's Play With Voices! HeartCatch PreCure!?) (2010, Nintendo DS)
- Suite PreCure♪: Coleção Melody (スイートプリキュア♪ メロディコレクション?) (2011, Nintendo DS)
- Smile PreCure! Vamos lá! Mundo Märchen! (スマイルプリキュア!　レッツゴー！メルヘンワールド?) (2012, Nintendo 3DS)
- PreCure All Stars: Todos Juntos☆Vamos Dançar! (プリキュアオールスターズ ぜんいんしゅうごう☆レッツダンス！ PreCure All Stars: Zenin Shūgō☆Let's Dance! ?) (2013, Wii)
- DokiDoki! PreCure: Personificador de vida! (ドキドキ!プリキュア なりきりライフ! DokiDoki! Precure: Narikiri Life!?) (2013, Nintendo 3DS)
- HappinessCharge PreCure! Coleção Cintilante (ハピネスチャージプリキュア! カワルン☆コレクション HappinessCharge PreCure!  Kawarun Collection?) (2014, Nintendo 3DS)
- Go! Princess PreCure: O Reino de Açúcar e as Seis Princesas (Go!プリンセスプリキュア シュガー王国と6人のプリンセス Go! Princess PreCure: Sugar Ōkoku to Rokunin no Princess?) (2015, Nintendo 3DS)

## Filmes
Cada série de Pretty Cure tem pelo menos um filme como uma história a parte, com exceção de Futari wa Pretty Cure Max Heart que detém o recorde de ter dois filmes. Para comemorar o 5º aniversário da franquia foi criada a série Pretty Cure All Stars que reúne todas as protagonistas, sendo que cada filme foca nas personagem da temporada que está em exibição no ano da estreia do filme.

### Filmes das temporadas
1. Futari wa Pretty Cure Max Heart - O Filme (映画 ふたりはプリキュア マックスハート Eiga Futari wa Purikyua Makkusu Hāto?) (2005).
2. Futari wa Pretty Cure Max Heart - O Filme 2: Amigos do céu carregado de neve (映画 ふたりはプリキュア Max Heart 2 雪空のともだち Eiga Futari wa Purikyua Makkusu Hāto 2: Yukizora no Tomodachi?) (2005).
3. Pretty Cure Splash Star - O Filme: Tique-Taque, crise por um fio fino! (映画 ふたりはプリキュア スプラッシュ☆スター チクタク危機一髪! Eiga Futari wa Purikyua Supurashu Sutā Tiku Taku Kiki Ippatsu!?) (2006)
4. Yes! Pretty Cure 5 - O Filme: Grande aventura milagrosa no Reino do Espelho! (映画 Yes!プリキュア5 鏡の国のミラクル大冒険! Eiga Iesu! Purikyua Faibu: Kagami no Kuni no Mirakuru Daibōken!?) (2007).
5. Yes! Pretty Cure 5 GoGo! - O Filme: Feliz aniversário no Reino dos Doces♪ 映画 Yes! プリキュア5 Go Go! お菓子の国のハッピーバースディ♪ Eiga Iesu! Purikyua Faibu GōGō! Okashi no Kuni no Happī Bāsudi♪?) (2008).
6. Fresh Pretty Cure! - O Filme: O Reino dos Brinquedos é cheio de segredos!? (映画 フレッシュプリキュア!　おもちゃの国は秘密がいっぱい!? Eiga Furesshu Purikyua! Omocha no Kuni wa Himitsu ga Ippai!??) (2009).
7. HeartCatch PreCure! - O Filme: Um show de moda na Cidade das Flores?! (映画 ハートキャッチプリキュア！花の都でファッションショー···ですか！？ Eiga HātoKyatchi Purikyua! Hana no Miyako de Fasshon Shō...Desu ka!??) (2010).
8. Suite PreCure♪ - O Filme: Leve de volta! A melodia milagrosa que conecta os corações! (映画 スイートプリキュア♪ とりもどせ! 心がつなぐ奇跡のメロディ♪ Eiga Suīto Purikyua♪: Torimodose! Kokoro ga Tsunagu Kiseki no Merodi!?) (2011).
9. Smile PreCure! - O Filme: Incompatibilidade grande em um livro de fotos! (映画 スマイルプリキュア！ 絵本の中はみんなチグハグ！ Eiga Sumairu Purikyua!: Ehon no Naka wa Minna Chiguhagu!?) (2012).
10. DokiDoki! PreCure - O Filme: Mana se casa!!? O vestido da esperança conectado ao futuro (映画 ドキドキ！プリキュア マナ結婚！！？未来につなぐ希望のドレス Eiga Dokidoki! Purikyua: Mana Kekkon!!? Mirai ni Tsunagu Kibō no Doresu?) (2013).
11. HappinessCharge PreCure - O Filme: A Bailarina da Terra das Bonecas (映画 ハピネスチャージプリキュア！人形の国のバレリーナ Eiga HapinesuChāji Purikyua! Ningyō no Kuni no Barerīna?) (2014).
12. Go! Princess PreCure - O Filme: Vai! Vai!! Tripla característica esplêndida!!! (映画 Go！プリンセスプリキュア Go！ Go！！ 豪華3本立て！！！ Eiga Gō! Purinsesu Purikyua: Gō! Gō!! Gōka San-bon Date!!!?) (2015).
13. Mahou Tsukai Precure! O Filme -  Transformação Milagrosa! Cure Mofurun! (映画魔法つかいプリキュア！奇跡の変身！キュアモフルン！ Eiga Mahō Tsukai Purikyua! Kiseki no Henshin! Kyua Mofurun!?) (2016).
14. Kirakira Pretty Cure a la Mode! O Filme: Crocrante! A memória de Mille-feuille! (映画 キラキラ☆プリキュアアラモード パリッと！想い出のミルフィーユ！, Eiga Kirakira ☆ Purikyua Ara Mōdo: Paritto! Omoide no Mirufīyu!) (2017).
15. Star Twinkle Pretty Cure! O Filme: Esses sentimentos na Canção das Estrelas (映画 スター☆トゥインクルプリキュア 星のうたに想いをこめて, Eiga Sutā ☆ Tuinkuru Purikyua: Hoshi no Uta ni Omoi o Komete) (2019)
16. Healin' Good Pretty Cure o filme: GoGo! Grande Transformação! A cidade dos sonhos (映画 ヒーリングっど♡プリキュア ゆめのまちでキュン！っとGoGo！大変身！！, Eiga Hīrin Guddo Purikyua Yume no Machi de Kyun! tto GoGo! Daihenshin!!) (2021).
17. Tropical-Rouge! Pretty Cure: O Filme: A Princesa da Neve e o Anel Milagroso! (映画 トロピカル～ジュ！プリキュア 雪のプリンセスと奇跡の指輪！, Eiga Toropikarūju Purikuya Yuki no Purinsesu to Kiseki no Yubiwa!)
18. Delicious Party Pretty Cure! O Filme: Um Sonho de um almoço infantil (映画デリシャスパーティ♡プリキュア 夢みる♡お子さまランチ！, Eiga Derishasu Pāti♡Purikyua: Yume Miru ♡ Okosama Rānchu!)
19. Wonderful Pretty Cure! O Filme: Uma emocionante aventura no mundo dos jogos! (わんだふるぷりきゅあ！ざ・むーびー！ドキドキ♡ゲームの世界で大冒険, Wandafuru Purikyua! Za・Mūbī! Dokidoki ♡ Gēmu no Sekai de Daibōken!)

### Pretty Cure All Stars
1. Pretty Cure All Stars DX: Todos são amigos! A coleção dos milagres! (映画 プリキュアオールスターズDX みんなともだちっ☆奇跡の全員大集合! Eiga Purikyua Ōru Sutāzu Dirakkusu: Minna Tomodachi— Kiseki no Zenin Daishūgō!?) (2009). Temporada enfatizada: Fresh Pretty Cure!
2. Pretty Cure All Stars DX2: Luz da Esperança! Protejam a Joia Arco-íris! (映画 プリキュアオールスターズDX2 希望の光☆レインボージュエルを守れ! Eiga Purikyua Ōru Sutāzu Dirakkusu Tsu: Kibou no Hikari Reinbō Jueru wo Mamore!?) (2010). Temporada enfatizada: HeartCatch PreCure!
3. Pretty Cure All Stars DX3: Ao Futuro! A Flor Arco-íris que conecta os mundos! (映画 プリキュアオールスターズDX3 未来に届け!世界をつなぐ☆虹色の花 Eiga Purikyua Ōru Sutāzu Dirakkusu Surī: Mirai ni Todoke! Sekai wo Tsunagu Niji-Iro no Hana!?) (2011). Temporada enfatizada: Sute PreCure♪
4. Pretty Cure All Stars New Stage: Amigos do Futuro (映画 プリキュアオールスターズNewStage みらいのともだち Eiga Purikyua Ōru Sutāzu Nyū Sutēji: Mirai no Tomodachi?) (2012). Temporada enfatizada: Smile PreCure!
5. Pretty Cure All Stars New Stage 2: Amigos do Coração (映画 プリキュアオールスターズ New Stage 2 こころのともだち Eiga Purikyua Ōru Sutāzu Nyū Sutēji Tsū: Kokoro no Tomodachi?) (2013). Temporada enfatizada: DokiDoki! PreCure!
6. Pretty Cure All Stars New Stage 3: Amigos para Sempre (映画 プリキュアオールスターズ New Stage 3 永遠のともだち Eiga Purikyua Ōru Sutāzu Nyū Sutēji Surī: Eien no Tomodachi?) (2014).Temporada enfatizada: HappinessCharge PreCure!
7. Pretty Cure All Stars: Carnaval da Primavera♪ (映画 プリキュアオールスターズ 春のカーニバル♪ Eiga Purikyua Ōru Sutāzu: Haru no Kānibaru♪?) (2015). Temporada enfatizada: Go! Princess PreCure!
8. Pretty Cure All Stars: Todos cantando♪ O milagre da magia! (映画 プリキュアオールスターズ みんなで歌う♪奇跡の魔法! Eiga Purikyua Ōru Sutāzu: Minna de Utau♪ Kiseki no Mahō!?) (2016). Temporada enfatizada: Mahou Tsukai PreCure!
9. Pretty Cure All Stars F (映画プリキュアオールスターズ F, Eiga Purikyua Ōru sutāzu Efu) (2023). Temporada enfatizada: Hirogaru Sky! Precure.

Precure Dream Stars
O ‘Pretty Cure All Stars‘ sofrerá mudanças, por exemplo, em vez de enfatizar todas as Precure, neste novo formato só irão participar apenas a temporada atual, e as duas anteriores.
1. Precure Dream Stars! (映画 プリキュアドリームスターズ! Eiga Purikyua Dorīmu Sutāzu!?) (2017). Temporadas enfatizadas: Go! Princess Precure!, Mahou Tsukai Precure! e  KiraKira☆PreCure A La Mode.
2. Precure Super Stars!(プリキュアスーパースターズ！Purikyua Sūpā Sutāzu!?) (2018). Temporadas enfatizadas: Mahou Tsukai Precure!, KiraKira☆PreCure A La Mode e HUGtto! Precure.
3. Precure Miracle Universe (プリキュアミラクルユニバース Purikyua Mirakuru Yunibāsu?) (2019). Temporadas enfatizadas: KiraKira☆PreCure A La Mode, HUGtto! Precure e Star☆Twinkle PreCure.
4. Pretty Cure Miracle Leap: Um dia maravilhoso com todas (映画プリキュアミラクルリープ みんなとの不思議な1日, Eiga Purikyua Mirakuru Rīpu Min'na to no Fushigi na 1 Nichi?) (2020). Temporadas Enfatizadas: HUGtto! Precure, Star☆Twinkle PreCure e Healin'Good Precure.

## Espetáculos Teatrais
Musicais
Os musicais de Precure estão sendo realizados desde a época que Futari wa Pretty Cure: Max Heart começou a ser exibida em fevereiro de 2005, e eles são muito populares. Eles geralmente não têm nomes especiais, como os filmes ou jogos, e eles são realizados em teatros, ou etapas ao vivo. A ideia principal é que os cantores (ou às vezes apenas algumas pessoas aleatórias) vestido em Cures (eles têm as suas roupas, enquanto eles têm uma grande cabeça em demasiado, de modo que ninguém pode realmente ver seus rostos) executem suas canções ou/e histórias curtas sobre o tema da temporada. Estes musicais são muitas vezes feitos para crianças com idade entre 5 á 9 anos, mas pessoas mais velhas também gostam de assistir, e eles venderam mercadoria nesses musicais também. Os musicais são muitas vezes entre 2 ou 3 horas de duração, dependendo da série e das canções.
Dancing☆Star Precure The Stage
Em 2023, comemorando os 20 anos de aniversário de Precure, estreia Dancing☆Star Precure, um espetáculo teatral feito com um elenco de personagens totalmente masculino. Dancing☆Star conta a história de Gaku Hoshikawa, um estudante do ensino médio, que adora dançar e deseja alcançar um concurso de dança que ele sonha em participar, porém acaba conhecendo Pas de Deux, uma fada que possui uma forma humana. Um rapaz engravatado e desanimado é consumido pelo ritmo da escuridão e se transforma e assim através do pingente do Pas de Deux, Gaku ganha um Stella Brace e se transforma em Cure Top. Mais tarde a equipe cresce com a entrada de Hayato Natsume como Cure Lock, Sasana Tsukimiya como Cure Soul, Kouga Tengen como Cure Kagura e Maito Kurose como Cure Break, finalizando a equipe como um quinteto. O espetáculo teatral tem o público foco pessoas mais velhas, ao contrario do anime que tem foco em crianças, onde os personagens são do ensino médio e usam linguagem mais vulgar, como os palavrões.
O espetáculo conta com uma continuação da história do primeiro espetáculo, Dancing☆Star Precure The Stage 2, tendo espetáculos de fevereiro à março de 2025.

## Mercadorias
As mercadorias, ou merchandising no inglês, focam bastante em brinquedos, que são o atrativo da temporada atual. Itens das temporadas como o de transformação e de power-up, pelúcia dos mascotes e no caso de mascotes que são bebês, também é criado artigos de cuidado para a interação, plushies das personagens, chaveiros, figures, calendário, mangás, revista de desenhos para pintar e com atividades, roupas para cosplay, itens de autocuidado, brindes de gashapon, DVDs e Blue-Rays dos episódios e os discos das Soundtracks em CD, Cards colecionáveis, entre diversos conteúdos de mercadorias além destes que foram citados.
Parte dos produtos são lançados pela Bandai, assim como a linha de doces pela subsidiária Bandai Candy e também os brinquedos além da linha de maquiagem, Pretty Holic, pela Bandai Toys.
Brinquedos
PreCoord são bonecas em miniatura das personagens de Precure para serem brincadas em Playset. Você pode mudar os cabelos e as roupas das personagens como quiser.
Fashion Dolls são bonecas maiores que possuem fibras de cabelo e roupas de pano, além vir um item da temporada proporcional ao tamanho da boneca.
Precute Dolls são bonecas shokugan, elas feitas de plástico e vendidas com um preço bastante barato e são vendidas em lojas de doces. 
Fluffy Cure Friends ou Cure Friends Plush são bonecas de pano das personagens.
Figures
Existe várias linhas de figures de Precure, desde as mais simples até as mais trabalhadas.
Sweet Pearl Doll são figures mais simples e não possui articulações e são mais compactadas.
Cutie Figures são maiores, porém ainda sim são mais simples, com muitos detalhes sendo deixadas de ser pintadas.
S.H. Figurats realiza figures com melhor acabamento e que o público alvo são adultos e colecionadores. Eles são articulados e com itens para mudar as poses e feições das personagens.
Além também de possuir Réplicas DX das séries produzidas pela Bandai.
Trilha Sonora
Todo ano é lançado junto da Marvelous dois Vocal Albuns e um Soundtrack por temporada e filme. Além disso também possui álbuns especiais como Precure Colorful Collection (Precure Coleção Colorida), ♪Let's Sing With Everyone♪ Precure Party! (♪Vamos cantar com todos♪ Festa das Precure!), etc
Pretty Holic
Desde 2021, Precure conta com uma franquia de lojas de linha de maquiagem infantil denominada Pretty Holic. A Pretty Holic tem toda uma linha dedicada a temporada do momento, a propaganda principal são os lip balms, ou hidratantes labiais, mas também há espaço para a divulgação outros artigos de maquiagem. No anime, a Pretty Holic sempre tem uma associação com uma das personagens principais, seja pelos parentes que são donos ou por ser uma cliente fiel da loja.

## Lista de Pretty Cure
Segue a lista de todas as protagonistas da primeira temporada a atual:
| Temporada                                         | Pretty Cure    | Identidade                                             | Atriz de Voz      | Cor                            | Fada                                         | Propriedade      |
| ------------------------------------------------- | -------------- | ------------------------------------------------------ | ----------------- | ------------------------------ | -------------------------------------------- | ---------------- |
| Futari wa Pretty Cure (Max Heart)                 | Cure Black     | Nagisa Misumi                                          | Yoko Honna        | Preto                          | Mepple                                       | Luz              |
| Futari wa Pretty Cure (Max Heart)                 | Cure White     | Honoka Yukishiro                                       | Yukana            | Branco                         | Mipple                                       | Luz              |
| Futari wa Pretty Cure (Max Heart)                 | Shiny Luminous | Hikari Kujo                                            | Rie Tanaka        | Rosa                           | Porun e Lullun                               | Luz              |
| Futari wa Pretty Cure Splash Star                 | Cure Bloom     | Saki Hyuuga                                            | Orie Kimoto       | Rosa                           | Flappy                                       | Terra            |
| Futari wa Pretty Cure Splash Star                 | Cure Bright    | Saki Hyuuga                                            | Orie Kimoto       | Lima                           | Mupu                                         | Lua              |
| Futari wa Pretty Cure Splash Star                 | Cure Egret     | Mai Mishou                                             | Atsuko Enomoto    | Branco                         | Choppy                                       | Pássaro          |
| Futari wa Pretty Cure Splash Star                 | Cure Windy     | Mai Mishou                                             | Atsuko Enomoto    | Celeste                        | Fupu                                         | Vento            |
| Yes! Pretty Cure 5 (GoGo!)                        | Cure Dream     | Nozomi Yumehara                                        | Yūko Sanpei       | Rosa                           | Coco Nutts Milk (em sua forma de fada) Syrup | Esperança        |
| Yes! Pretty Cure 5 (GoGo!)                        | Cure Rouge     | Rin Natsuki                                            | Junko Takeuchi    | Vermelho                       | Coco Nutts Milk (em sua forma de fada) Syrup | Paixão           |
| Yes! Pretty Cure 5 (GoGo!)                        | Cure Lemonade  | Urara Kasugano                                         | Mariya Ise        | Amarelo                        | Coco Nutts Milk (em sua forma de fada) Syrup | Efervescência    |
| Yes! Pretty Cure 5 (GoGo!)                        | Cure Mint      | Komachi Akimoto                                        | Ai Nagano         | Verde                          | Coco Nutts Milk (em sua forma de fada) Syrup | Tranquilidade    |
| Yes! Pretty Cure 5 (GoGo!)                        | Cure Aqua      | Karen Minazuki                                         | Ai Maeda          | Azul                           | Coco Nutts Milk (em sua forma de fada) Syrup | Inteligência     |
| Yes! Pretty Cure 5 (GoGo!)                        | Milky Rose     | Mimino Kurumi (Milk)                                   | Eri Sendai        | Roxo                           | Coco Nutts Milk (em sua forma de fada) Syrup | Rosas            |
| Fresh Pretty Cure!                                | Cure Peach     | Love Momozono                                          | Kanae Oki         | Rosa                           | Tarte e Chiffon (e as Pickruns)              | Amor             |
| Fresh Pretty Cure!                                | Cure Berry     | Miki Aono                                              | Eri Kitamura      | Azul                           | Tarte e Chiffon (e as Pickruns)              | Esperança        |
| Fresh Pretty Cure!                                | Cure Pine      | Inori Yamabuki                                         | Akiko Nakagawa    | Amarelo                        | Tarte e Chiffon (e as Pickruns)              | Fé               |
| Fresh Pretty Cure!                                | Cure Passion   | Eas / Setsuna Higashi                                  | Yuka Komatsu      | Vermelho                       | Tarte e Chiffon (e as Pickruns)              | Felicidade       |
| HeartCatch PreCure!                               | Cure Blossom   | Tsubomi Hanasaki                                       | Nana Mizuki       | Rosa                           | Chypre                                       | Terra            |
| HeartCatch PreCure!                               | Cure Marine    | Erika Kurumi                                           | Fumie Mizusawa    | Azul                           | Coffret                                      | Oceano           |
| HeartCatch PreCure!                               | Cure Sunshine  | Itsuki Myoudouin                                       | Houko Kuwashima   | Amarelo / Dourado              | Potpourri                                    | Sol              |
| HeartCatch PreCure!                               | Cure Moonlight | Yuri Tsukikage                                         | Aya Hisakawa      | Roxo / Prata                   | Cologne                                      | Lua              |
| Suite PreCure♪                                    | Cure Melody    | Hibiki Hojo                                            | Ami Koshimizu     | Rosa                           | Hummy (e as Fadas dos Tons)                  | Música           |
| Suite PreCure♪                                    | Cure Rhythm    | Kanade Minamino                                        | Fumiko Orikasa    | Branco                         | Hummy (e as Fadas dos Tons)                  | Música           |
| Suite PreCure♪                                    | Cure Beat      | Siren                                                  | Megumi Toyoguchi  | Azul                           | Hummy (e as Fadas dos Tons)                  | Música           |
| Suite PreCure♪                                    | Cure Muse      | Ako Shirabe                                            | Rumi Ōkubo        | Preto / Amarelo                | Hummy (e as Fadas dos Tons)                  | Música           |
| Smile PreCure!                                    | Cure Happy     | Miyuki Hoshizora                                       | Misato Fukuen     | Rosa                           | Candy Pop                                    | Luz              |
| Smile PreCure!                                    | Cure Sunny     | Akane Hino                                             | Asami Tano        | Laranja                        | Candy Pop                                    | Fogo             |
| Smile PreCure!                                    | Cure Peace     | Yayoi Kise                                             | Hisako Kanemoto   | Amarelo                        | Candy Pop                                    | Trovão           |
| Smile PreCure!                                    | Cure March     | Nao Midorikawa                                         | Marina Inoue      | Verde                          | Candy Pop                                    | Vento            |
| Smile PreCure!                                    | Cure Beauty    | Reika Aoki                                             | Chinami Nishimura | Azul                           | Candy Pop                                    | Gelo             |
| Precure All Stars: New Stage: Mirai No Tomodachi! | Cure Echo      | Sakagami Ayumi                                         | Noto Mamiko       | Branco (Cor principal)         | EnEn e Gureru                                | Não revelado     |
| DokiDoki! PreCure                                 | Cure Heart     | Mana Aida                                              | Nabatame Hitomi   | Rosa                           | Charles                                      | Naipe de Copas   |
| DokiDoki! PreCure                                 | Cure Sword     | Makoto Kenzaki                                         | Kanako Miyamoto   | Roxo                           | Davi                                         | Naipe de Espadas |
| DokiDoki! PreCure                                 | Cure Diamond   | Rikka Hishikawa                                        | Minako Kotobuki   | Azul                           | Raquel                                       | Naipe de Ouros   |
| DokiDoki! PreCure                                 | Cure Rosetta   | Alice Yotsuba                                          | Mai Fuchigami     | Amarelo                        | Lance                                        | Naipe de Paus    |
| DokiDoki! PreCure                                 | Cure Ace       | Aguri Madoka                                           | Rie Kugimiya      | Vermelho                       | Ai                                           | Carta de Ás      |
| HappinessCharge PreCure!                          | Cure Lovely    | Megumi Aino                                            | Megumi Nakagima   | Rosa                           | Ribbon Glassan                               | Amor             |
| HappinessCharge PreCure!                          | Cure Princess  | Hime Shirayuki (Himelda Window Cure Queen do Céu Azul) | Megumi Han        | Azul                           | Ribbon Glassan                               | Vento            |
| HappinessCharge PreCure!                          | Cure Honey     | Yuko Omori                                             | Rina Kitagawa     | Amarelo                        | Ribbon Glassan                               | Luz              |
| HappinessCharge PreCure!                          | Cure Fortune   | Iona Hikawa                                            | Haruka Tomatsu    | Roxo                           | Ribbon Glassan                               | Estrelas         |
| Go! Princess PreCure                              | Cure Flora     | Haruka Haruno                                          | Yu Shimamura      | Rosa                           | Aroma Puff Siamour                           | Flores           |
| Go! Princess PreCure                              | Cure Mermaid   | Minami Kaidou                                          | Masumi Asano      | Azul                           | Aroma Puff Siamour                           | Água             |
| Go! Princess PreCure                              | Cure Twinkle   | Kirara Amanogawa                                       | Hibiku Yamamura   | Amarelo                        | Aroma Puff Siamour                           | Estrelas         |
| Go! Princess PreCure                              | Cure Scarlet   | Towa Akagi                                             | Miyuki Sawashiro  | Vermelho                       | Aroma Puff Siamour                           | Fogo             |
| Mahou Tsukai PreCure!                             | Cure Miracle   | Mirai Asahina                                          | Rie Takahashi     | Rosa                           | Mofurun                                      | Feitiçaria       |
| Mahou Tsukai PreCure!                             | Cure Magical   | Riko Izayoi                                            | Yui Horie         | Roxo                           | Mofurun                                      | Feitiçaria       |
| Mahou Tsukai PreCure!                             | Cure Felice    | Kotoha Hanami (Ha-chan)                                | Hayami Saori      | Verde Água                     | Mofurun                                      | Flores           |
| Mahou Tsukai PreCure!                             | Cure Mofurun   | Mofurun                                                | Saitou Ayaka      | Laranja                        | Mofurun                                      | Magia            |
| KiraKira☆PreCure A La Mode                        | Cure Whip      | Ichika Usami                                           | Karen Miyama      | Rosa (Animal: Coelho)          | Pekorin                                      | Shortcake        |
| KiraKira☆PreCure A La Mode                        | Cure Custard   | Himari Arisugawa                                       | Haruka Fukuraha   | Amarela (Animal: Esquilo)      | Pekorin                                      | Pudim            |
| KiraKira☆PreCure A La Mode                        | Cure Gelato    | Aoi Tategami                                           | Tomo Muranaka     | Azul (Animal: Leão)            | Pekorin                                      | Sorvete          |
| KiraKira☆PreCure A La Mode                        | Cure Macaron   | Yukari Kotozume                                        | Saki Fujita       | Roxo (Animal: Gato)            | Pekorin                                      | Macaron          |
| KiraKira☆PreCure A La Mode                        | Cure Chocolat  | Akira Kenjou                                           | Nanako Mori       | Vermelha (Animal: Cachorro)    | Pekorin                                      | Chocolate        |
| KiraKira☆PreCure A La Mode                        | Cure Parfait   | Ciel Kirahoshi                                         | Inori Minase      | Verde (Animal: Pégaso)         | Pekorin                                      | Parfait          |
| KiraKira☆PreCure A La Mode                        | Cure Pekorin   | Pekorin                                                | Kanai Mika        | Rosa (Animal: Indeterminado)   | Pekorin                                      | Donuts           |
| KiraKira☆PreCure A La Mode                        | Cure Lumière   | Lumière                                                | Yasuno Kiyono     | Branco (Animal: Indeterminado) | Pekorin                                      | Doces            |
| HUGtto! PreCure                                   | Cure Yell      | Hana Nono                                              | Rie Hikisaka      | Rosa                           | Harry Hugtan                                 | Futuro           |
| HUGtto! PreCure                                   | Cure Ange      | Saaya Yakushiji                                        | Rina Hon'izumi    | Azul                           | Harry Hugtan                                 | Futuro           |
| HUGtto! PreCure                                   | Cure Etoile    | Homare Kagayaki                                        | Yui Ogura         | Amarelo                        | Harry Hugtan                                 | Futuro           |
| HUGtto! PreCure                                   | Cure Macherie  | Emiru Aisaki                                           | Nao Tamura        | Vermelho                       | Harry Hugtan                                 | Futuro           |
| HUGtto! PreCure                                   | Cure Amour     | Ruru Amour                                             | Yukari Tamura     | Roxo                           | Harry Hugtan                                 | Futuro           |
| HUGtto! PreCure                                   | Cure Tomorrow  | Hagumi Nono                                            | Konomi Tada       | Branco                         | Harry Hugtan                                 | Futuro           |
| HUGtto! PreCure                                   | Cure Infini    | Henry Wakamiya                                         | Toshiyuki Someya  | Verde                          | Harry Hugtan                                 | Futuro           |
| Star☆Twinkle PreCure                              | Cure Star      | Hikaru Hoshina                                         | Naruse Eime       | Rosa                           | Fuwa Prunce                                  | Estrelas         |
| Star☆Twinkle PreCure                              | Cure Milky     | Lala Hagoromo                                          | Kohara Konomi     | Verde-água                     | Fuwa Prunce                                  | Via-lactea       |
| Star☆Twinkle PreCure                              | Cure Soleil    | Erena Amamiya                                          | Yasuno Kiyono     | Amarelo                        | Fuwa Prunce                                  | Sol              |
| Star☆Twinkle PreCure                              | Cure Selene    | Madoka Kaguya                                          | Komatsu Mikako    | Roxo                           | Fuwa Prunce                                  | Lua              |
| Star☆Twinkle PreCure                              | Cure Cosmo     | Yuni                                                   | Sumire Uesaka     | Azul                           | Fuwa Prunce                                  | Arco-Íris        |
| Healin'Good♥PreCure                               | Cure Grace     | Nodoka Hanadera                                        | Aoi Yūki          | Rosa                           | Rabirin                                      | Flores           |
| Healin'Good♥PreCure                               | Cure Fontaine  | Chiyu Sawaizumi                                        | Yorita Natsu      | Azul                           | Pegitan                                      | Água             |
| Healin'Good♥PreCure                               | Cure Sparkle   | Hinata Hiramistu                                       | Kouno Hiyori      | Amarelo                        | Nyatoran                                     | Luz              |
| Healin'Good♥PreCure                               | Cure Earth     | Asumi Fuurin                                           | Mimori Suzuko     | Roxo                           | Latte                                        | Vento            |
| Tropical-Rouge PreCure                            | Cure Summer    | Manatsu Natsuumi                                       | Ai Fairouz        | Branco                         | Kururun                                      | Sol              |
| Tropical-Rouge PreCure                            | Cure Coral     | Sango Suzumura                                         | Yumiri Hanamori   | Roxo                           | Kururun                                      | Coral            |
| Tropical-Rouge PreCure                            | Cure Papaya    | Minori Ichinose                                        | Yui Ishikawa      | Amarelo                        | Kururun                                      | Mamão            |
| Tropical-Rouge PreCure                            | Cure Flamingo  | Asuka Takizawa                                         | Asami Seto        | Vermelho                       | Kururun                                      | Fogo             |
| Tropical-Rouge PreCure                            | Cure La Mer    | Laura                                                  | Hina Hidaka       | Azul                           | Kururun                                      | Água             |
| Tropical-Rouge PreCure                            | Cure Oasis     | Aunete                                                 | Mai Nakahara      | Verde                          |                                              | Invocação        |
| Delicious Party♡PreCure                           | Cure Precious  | Yui Nagomi                                             | Hana Hishikawa    | Rosa                           | Kome-Kome                                    | Onigiri          |
| Delicious Party♡PreCure                           | Cure Spicy     | Kokone Fuwa                                            | Risa Shimizu      | Azul                           | Pam-Pam                                      | Sanduiche        |
| Delicious Party♡PreCure                           | Cure Yum-Yum   | Ran Hanamichi                                          | Yuka Iguchi       | Amarelo                        | Mem-Mem                                      | Miojo            |
| Delicious Party♡PreCure                           | Cure Finale    | Amane Kasai                                            | Ai Kayano         | Ouro                           |                                              | Frutas           |
| Hirogaru Sky! PreCure                             | Cure Sky       | Sora Harewataru                                        | Akira Sekine      | Azul                           | Ellee                                        | Céu              |
| Hirogaru Sky! PreCure                             | Cure Prism     | Mashiro Nijigaoka                                      | Ai Kakuma         | Branco                         | Ellee                                        | Luz              |
| Hirogaru Sky! PreCure                             | Cure Wing      | Tsubasa Yuunagi                                        | Ayumu Murase      | Laranja                        | Ellee                                        | Pássaros         |
| Hirogaru Sky! PreCure                             | Cure Butterfly | Ageha Hijiri                                           | Ayaka Nanase      | Rosa                           | Ellee                                        | Borboleta        |
| Hirogaru Sky! PreCure                             | Cure Majesty   | Ellee                                                  | Aoi Koga          | Roxo                           |                                              | Realeza          |
| Hirogaru Sky! PreCure                             | Cure Noble     | Elleelain                                              | Umeka Shōji       | Roxo                           |                                              | Realeza          |
| PreCure All Stars F                               | Cure Supreme   | Preme                                                  | Sakamoto Maaya    | Verde gelo                     | Puca                                         | Criação          |
| PreCure All Stars F                               | Cure Puca      | Puca                                                   | Atsumi Tanezaki   | Rosa claro                     | Puca                                         | Destruição       |
| Wonderful PreCure!                                | Cure Wonderful | Komugi Inukai                                          | Maria Naganawa    | Rosa                           | Mey-Mey, Niko (e os animais Kirarin)         | Acolhimento      |
| Wonderful PreCure!                                | Cure Friendy   | Iroha Inukai                                           | Atsumi Tanezaki   | Roxo                           | Mey-Mey, Niko (e os animais Kirarin)         | Acolhimento      |
| Wonderful PreCure!                                | Cure Nyammy    | Yuki Nekoyashiki                                       | Matsuda Satsumi   | Azul                           | Mey-Mey, Niko (e os animais Kirarin)         | Acolhimento      |
| Wonderful PreCure!                                | Cure Lillian   | Mayu Nekoyashiki                                       | Uena Reida        | Verde                          | Mey-Mey, Niko (e os animais Kirarin)         | Acolhimento      |
| You and Idol Pretty Cure♪                         | Cure Idol      | Uta Sakura                                             | Misato Matsuoka   | Rosa                           | Purirun e Meroron                            | Canto            |
| You and Idol Pretty Cure♪                         | Cure Wink      | Nana Aokaze                                            | Minami Takahashi  | Azul                           | Purirun e Meroron                            | Canto            |
| You and Idol Pretty Cure♪                         | Cure KyunKyun  | Kokoro Shigure                                         | Natsumi Takamori  | Roxo                           | Purirun e Meroron                            | Canto            |
| You and Idol Pretty Cure♪                         | Cure Zukyoon   | Purirun                                                | Nanjō Yoshino     | Branco                         | Purirun e Meroron                            | Canto            |
| You and Idol Pretty Cure♪                         | Cure Kiss      | Meroron                                                | Hanai Miharu      | Preto                          | Purirun e Meroron                            | Canto            |

## Transmissão mundial

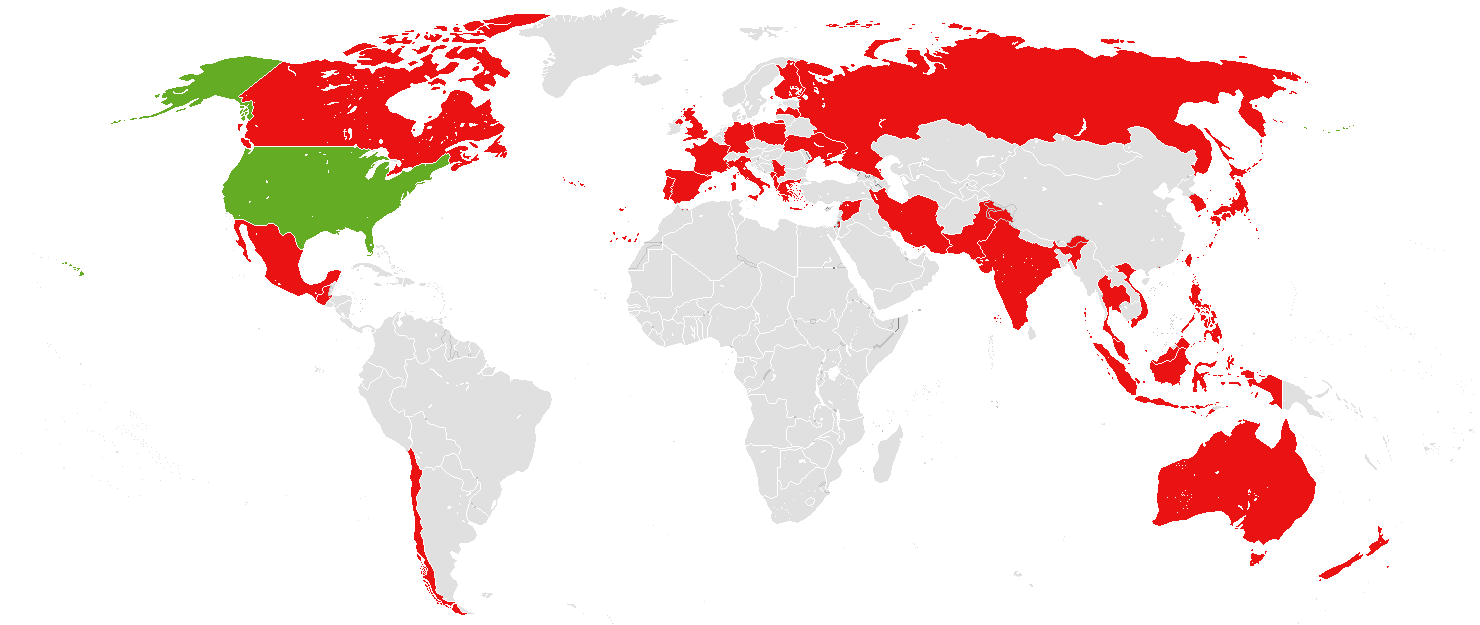
Mapa mundial onde o anime Pretty Cure é ou foi transmitido

Os com a cor verde são lugares onde Precure é transmitido pela Internet, já os vermelhos são transmitidos pela Mídia de Massa (TV).

### Pretty Cure
| País           | Transmissão                            |
| -------------- | -------------------------------------- |
| Alemanha       | RTL II                                 |
| Austrália      | Cartoon Network                        |
| Canadá         | YTV                                    |
| Chile          | ETC                                    |
| Coreia do Sul  | Anione TV Cartoon Network Champ TV SBS |
| Estados Unidos | Galavisión (versão em espanhol)        |
| Filipinas      | ABS-CBN HERO TV                        |
| Hong Kong      | TVB Jade                               |
| Indonésia      | RCTI Indosiar Spacetoon Plus           |
| França         | ADN                                    |
| Itália         | Rai 2 Rai Gulp                         |
| Malásia        | Cartoon Network NTV7                   |
| México         | Canal 5                                |
| Nova Zelândia  | Cartoon Network                        |
| Reino Unido    | Pop Girl                               |
| Singapura      | Okto                                   |
| Síria          | Spacetoon                              |
| Espanha        | Clan Cuatro Jetix                      |
| Taiwan         | YOYO TV                                |
| Tailândia      | Cartoon Network Modernine TV           |

| País          | Transmissão                  |
| ------------- | ---------------------------- |
| Coreia do Sul | Anione TV Champ TV SBS       |
| Filipinas     | ABS-CBN HERO TV              |
| Hong Kong     | TVB Jade                     |
| Indonésia     | RCTI Indosiar Spacetoon Plus |
| Itália        | Rai 2 Rai Gulp               |
| Síria         | Spacetoon                    |
| Espanha       | Clan Cuatro Jetix            |
| Taiwan        | YOYO TV                      |
| Tailândia     | Modernine TV                 |

| País          | Transmissão     |
| ------------- | --------------- |
| Coreia do Sul | Anione Champ TV |
| Hong Kong     | TVB Jade        |
| Taiwan        | YOYO TV         |
| Tailândia     | Modernine TV    |

| País          | Transmissão    |
| ------------- | -------------- |
| Coreia do Sul | Anione         |
| Hong Kong     | TVB Jade       |
| Itália        | Rai 2 Rai Gulp |
| Taiwan        | YOYO TV        |
| Tailândia     | Modernine TV   |

| País          | Transmissão    |
| ------------- | -------------- |
| Coreia do Sul | Anione         |
| Hong Kong     | TVB Jade       |
| Itália        | Rai 2 Rai Gulp |
| Taiwan        | YOYO TV        |
| Tailândia     | Modernine TV   |

| País          | Transmissão    |
| ------------- | -------------- |
| Coreia do Sul | Anione         |
| Itália        | Rai 2 Rai Gulp |

| País          | Transmissão    |
| ------------- | -------------- |
| Coreia do Sul | Anione         |
| Itália        | Rai 2 Rai Gulp |
| Taiwan        | YOYO TV        |
| Tailândia     | Modernine TV   |

| País          | Transmissão  |
| ------------- | ------------ |
| Coreia do Sul | Anione       |
| Hong Kong     | TVB Jade     |
| Taiwan        | YOYO TV      |
| Tailândia     | Modernine TV |
| Vietname      | HTV2         |

| País | Transmissão  |
| --- | ------------ |
| África do Sul Alemanha Argentina Austrália Áustria Bélgica Brasil Canadá Costa Rica Dinamarca Egito Espanha Estados Unidos Finlândia França Irlanda Israel Itália Luxemburgo México Noruega Nova Zelândia Países Baixos Panamá Portugal Reino Unido Rússia Suécia Suíça | Netflix      |
| Coreia do Sul | Anione       |
| Israel | Zoom HOT     |
| Grécia | Smile        |
| Rússia | Gulli Girl   |
| Taiwan | YOYO TV      |
| Tailândia | Modernine TV |
| Vietname | HTV3         |

| País | Transmissão |
| --- | ----------- |
| África do Sul Alemanha Argentina Austrália Áustria Bélgica Brasil Canadá Costa Rica Dinamarca Egito Espanha Estados Unidos Finlândia França Irlanda Israel Itália Luxemburgo México Noruega Nova Zelândia Países Baixos Panamá Portugal Reino Unido Rússia Suécia Suíça | Netflix     |
| Coreia do Sul | Anione      |
| Taiwan | YOYO TV     |

| País          | Transmissão |
| ------------- | ----------- |
| Coreia do Sul | Anione      |

| País          | Transmissão |
| ------------- | ----------- |
| Coreia do Sul | Anione      |

| País          | Transmissão |
| ------------- | ----------- |
| Coreia do Sul | Anione      |

| País   | Transmissão       |
| ------ | ----------------- |
| Taiwan | YOYO TV (Youtube) |